# Dmitri Gordievski
Dmitri Gordievski est un joueur d'échecs russe né le 24 avril 1996. Grand maître international depuis 2017, il a remporté deux fois le championnat d'échecs de Moscou (en 2013 et 2017), le mémorial Alekhine à Voronej en 2016 ainsi que l'open de Moscou en 2017.
Au 1er novembre 2017, il est le 42e joueur russe et le 215e joueur mondial avec un classement Elo de 2 605 points.